# Perylen
Perylen ist eine chemische Verbindung aus der Stoffklasse der polycyclischen aromatischen Kohlenwasserstoffe.

## Vorkommen
Perylen kommt unter anderem in Steinkohlenteer und als Luftverschmutzung im Feinstaub vor. Auch in fossilen Crinoiden und tropischen Termitenbauten kann die Substanz nachgewiesen werden. Zudem findet sich Perylen in Torf und rezenten Sedimenten am Grund von Gewässern, aber auch in Rohöl. Eine mögliche Herkunft aus dem Abbau von Holz durch Pilze wird diskutiert.

## Herstellung
Perylen entsteht durch Erhitzen von Naphthalin mit Aluminiumchlorid oder anderen Lewissäuren. Es wurde dadurch 1910 erstmals von Roland Scholl isoliert.
Perylen kann weiterhin durch Decarboxylierung von Perylentetracarbonsäuredianhydrid (PTCDA), einem weit verbreiteten Farbpigment, hergestellt werden. Dies geschieht mit Hilfe von Mikrowellen in Anwesenheit von katalytischen Mengen Kupfer im hochsiedenden und für Decarboxylierung häufig verwendeten Lösungsmittel Chinolin.
Es kann auch aus Perylentetracarbonsäuredianhydrid mit 15 % KOH (Kalilauge) bei 270 °C 72 h im Autoklav hergestellt werden. Sehr reine gelbe Kristalle ergeben sich dadurch, dass ein Teil des Perylens an den Deckel des Autoklavs sublimiert. [5]

## Eigenschaften
Das Molekül ist eben und inversionssymmetrisch (Symmetriegruppe D2h). Es ist ein Feststoff, der gelbe glänzende Plättchen bildet und bei 272–273 °C schmilzt. Substituierte Perylene sind farbstark und beständig gegen Wärme und viele Chemikalien. Chemische Reaktionen, für die Perylen weiterhin zugänglich ist, sind beispielsweise Halogenierungen und Diels-Alder-Cycloadditionen in der Bay-Region. Hierbei kann beispielsweise mit einer zweimaligen Addition von Maleinsäureanhydrid Schritt für Schritt Coronen aufgebaut werden. Der Zwischenschritt nach jeder Addition von Maleinsäureanhydrid besteht aus der Decarboxylierung der dadurch angefügten Säureanhydridfunktion unter Verwendung von Kupfer und Chinolin.
Perylen ist ein organischer Halbleiter. Gelöst in Dichlormethan fluoresziert es unter UV-Licht und wird bei organischen Leuchtdioden (OLEDs) als Werkstoff eingesetzt.

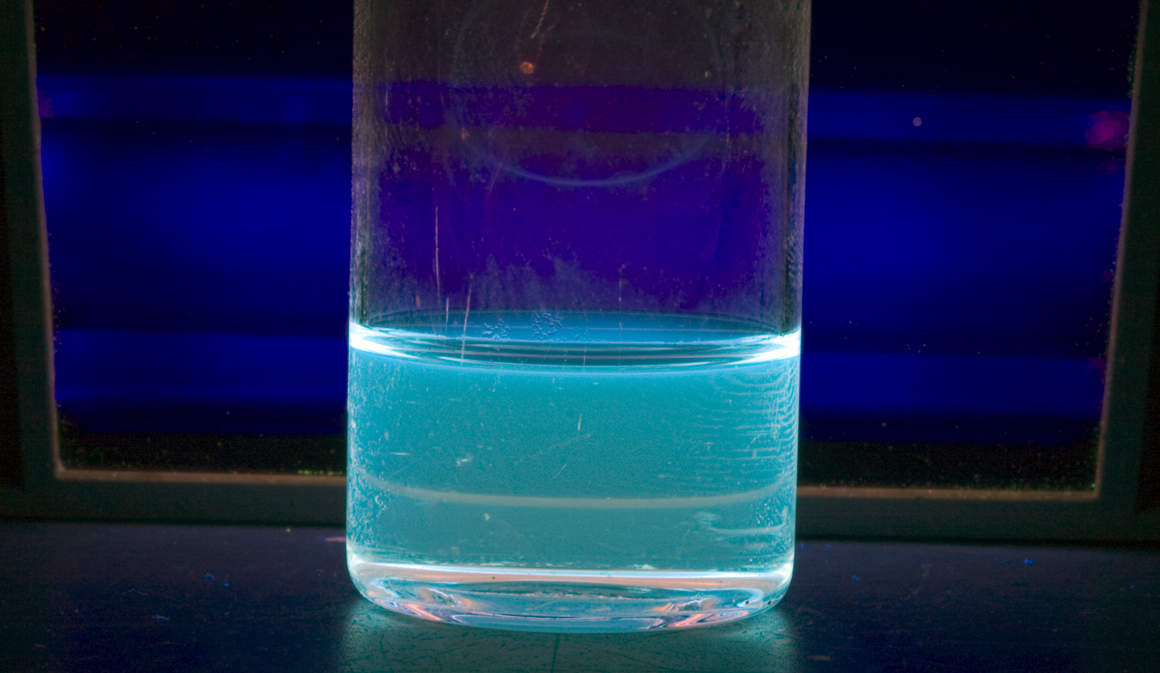
Perylen gelöst in Dichlormethan fluoresziert unter UV-Licht

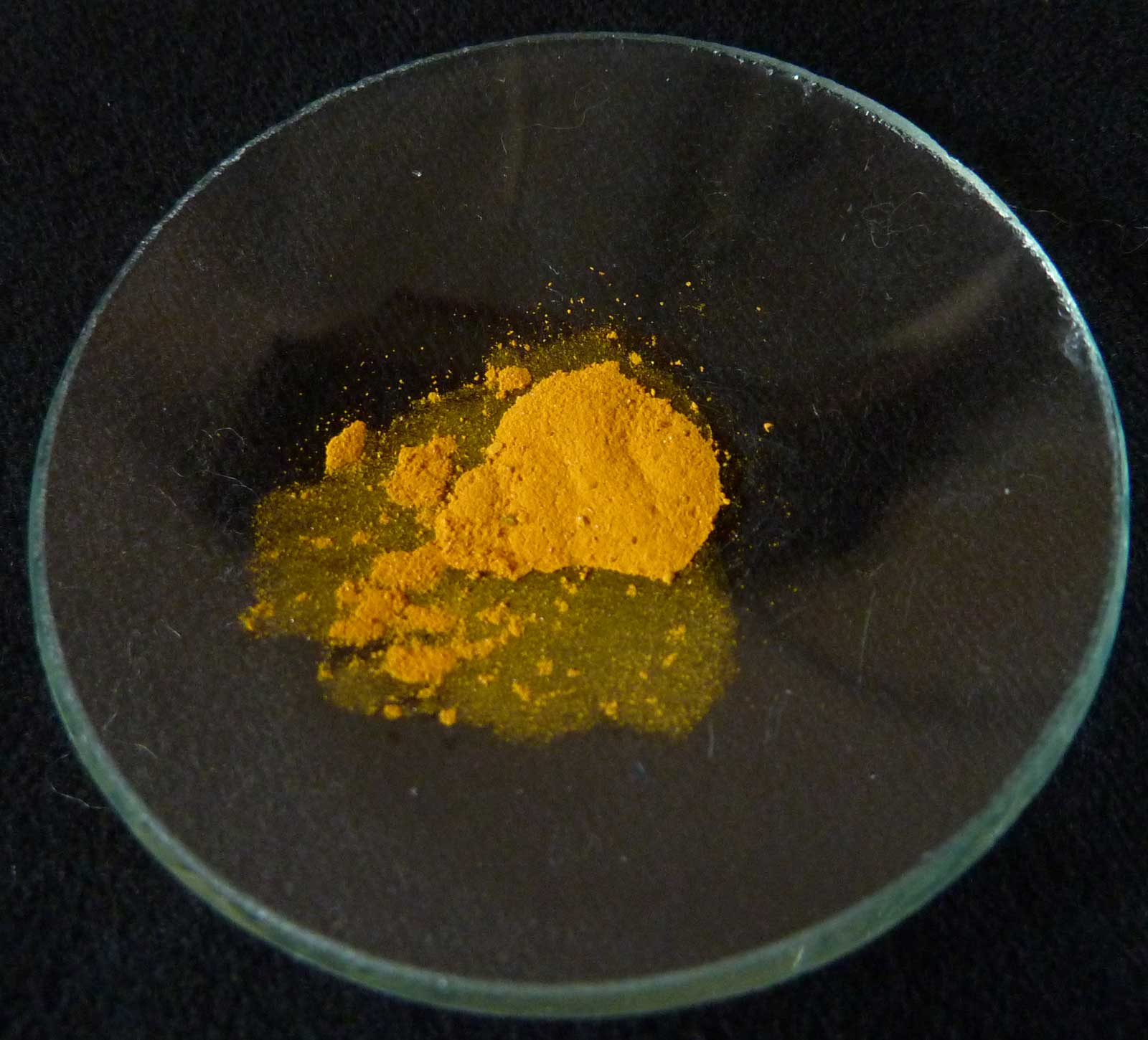
Perylenkristalle auf einem Uhrglas

## Verwendung
Perylen wird in Form von Derivaten wie PTCDA oder MePTCDI als Pigment verwendet oder als Reinststoff in organischen Bauelementen wie Transistoren, OLED oder organischen Solarzellen.
Weitere Derivate von Perylen wie beispielsweise Diindenoperylen (DIP) oder Dibenzo{[f,f′]-4,4′,7,7′-tetraphenyl}diindeno[1,2,3-cd:1′,2′,3′-lm]perylen (DBP) und verschieden substituierte DIPs finden ebenfalls Anwendung in OLEDs und organischen Solarzellen (OSC).